# Eucalyptus leucoxylon
Eucalyptus leucoxylon é uma espécie de árvore de pequeno a médio porte, endêmica do sudeste da Austrália continental. Possui casca lisa e amarelada com um pouco de casca áspera perto da base, folhas adultas em forma de lança ou curvadas, gomos de flores em grupos de três e frutos cilíndricos, em forma de barril ou esféricos encurtados. É uma espécie amplamente cultivada, com flores brancas, vermelhas ou rosa.

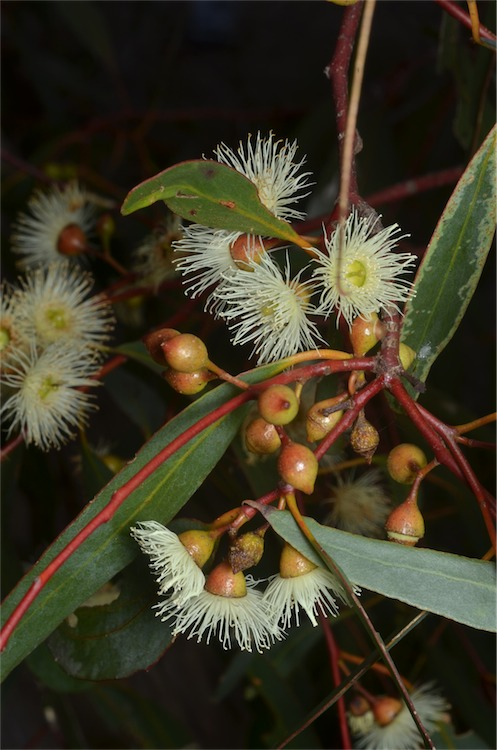
Flores e gomos

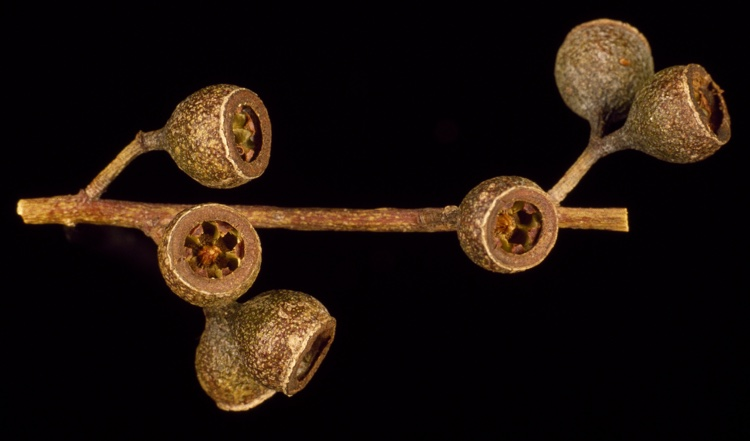
Frutos

## Descrição
O Eucalyptus leucoxylon é uma árvore que normalmente atinge uma altura de 10 a 30 m e forma um lignotúber. Sua casca é lisa, branca, amarela ou cinza-azulada, geralmente com 0,5 a 2 m de casca áspera, fibrosa ou escamosa, na base do tronco. As plantas jovens e a rebrota da talhadia têm folhas dispostas principalmente em pares opostos, em forma de ovo a amplamente em forma de lança, com 45 a 105 mm de comprimento e 20 a 73 mm de largura. As folhas adultas são dispostas alternadamente, com o mesmo tom de verde levemente brilhante em ambos os lados, em forma de lança ou curvadas, com 60 a 185 mm de comprimento e 10 a 30 mm de largura, afinando para um pecíolo de 9 a 25 mm de comprimento. Os gomos de flores estão dispostos em grupos de três nas axilas das folhas em um pedúnculo não ramificado de 4-11 mm de comprimento, os gomos individuais em pedicelos de 2-14 mm de comprimento. Os gomos maduros são ovais ou em forma de diamante ou mais ou menos esféricos, com 6 a 17 mm de comprimento, 5 a 7 mm de largura e um opérculo cônico a arredondado ou em forma de bico. A floração foi registrada na maioria dos meses e as flores são brancas, vermelhas ou rosa. O fruto é uma cápsula esférica lenhosa, cilíndrica, em forma de barril ou encurtada, com 6 a 13 mm de comprimento e 6 a 14 mm de largura, com as válvulas fechadas abaixo do nível da borda.
Essa espécie é semelhante à E. melliodora [en] e à E. sideroxylon, mas difere por ter três gomos em cada grupo de flores.

## Taxonomia e nomeação
O Eucalyptus leucoxylon foi descrito formalmente pela primeira vez em 1855 por Ferdinand von Mueller na obra Transactions and Proceedings of the Victorian Institute for the Advancement of Science. O epíteto específico (leucoxylon) é derivado do grego antigo leuco- que significa “branco”:441 e -xylon que significa “madeira”.:531

### Subespécies e variações
As subespécies e variações aceitas pelo Censo Australiano de Plantas [en] em setembro de 2019 são:
- Eucalyptus leucoxylon bellarinensis Rule [en] tem casca fibrosa e escamosa perto da base do tronco, folhas jovens cerosas que têm os pares opostos unidos um ao outro, gomos florais mais ou menos esféricos e frutos relativamente grandes em um pedicelo longo.[10][11]

- Eucalyptus leucoxylon connata Rule[12] é semelhante ao autônimo (subespécie leucoxylon), mas tem gomos florais mais ou menos esféricos, em vez de ovais;[13]

- Eucalyptus leucoxylon leucoxylon F.Muell.[14] não tem folhas cerosas, as folhas jovens nunca são unidas em pares, folhas adultas com menos de 25 mm de largura, pedicelos iguais ou mais longos que o fruto e gomos florais ovais;[15]

- Eucalyptus leucoxylon megalocarpa Boland[16] é semelhante ao autônimo, mas tem folhas adultas com mais de 25 mm de largura;[17]

- Eucalyptus leucoxylon pluriflora F.Muell. ex Miq.[18]

- Eucalyptus leucoxylon pruinosa (F.Muell. ex Miq.) Boland[19] tem cera superficial presente nas folhas jovens, gomos florais e frutos, e tem flores brancas.[20]

## Distribuição e habitat
Essa espécie de eucalipto é encontrada em Victoria, no sudeste da Austrália Meridional e no extremo sudoeste de Nova Gales do Sul. Todas as seis subespécies ocorrem em Victoria. A subespécie bellarinensis só é conhecida na Península Bellarine, perto de Ocean Grove [en] e Torquay. A subespécie connata cresce em solos esqueléticos, principalmente no Parque Nacional da Cordilheira de Brisbane [en]. A subespécie leucoxylon é a espécie mais difundida e ocorre em populações dispersas em Victoria e no sudeste da Austrália Meridional, inclusive na Ilha dos Cangurus, onde são encontrados os espécimes mais altos. A subespécie megalocarpa é uma árvore atrofiada ou mallee encontrada apenas em áreas costeiras do extremo sudeste da Austrália Meridional até o extremo oeste de Victoria. A subespécie pruinosa ocorre em áreas mais secas da Austrália Meridional, em Wimmera e Goldfields [en] de Victoria e na planície de inundação do rio Murray, perto de Barham, em Nova Gales do Sul.

## Usos

### Óleos essenciais
As folhas são destiladas para a produção de óleo de eucalipto [en] à base de eucaliptol.

### Uso na horticultura
A subespécie megalocarpa é uma árvore relativamente pequena, com flores vermelhas e frutos grandes, geralmente disponível sob o nome de horticultura “Rosea”. Ela floresce abundantemente no inverno e é amplamente plantada como planta ornamental. A 'Euky Dwarf' é cultivada como árvore de rua e de jardim, atingindo uma altura de 5 a 6 m e 3 a 4 m de largura. A subespécie leucoxylon tem sido recomendada para jardins e parques maiores.

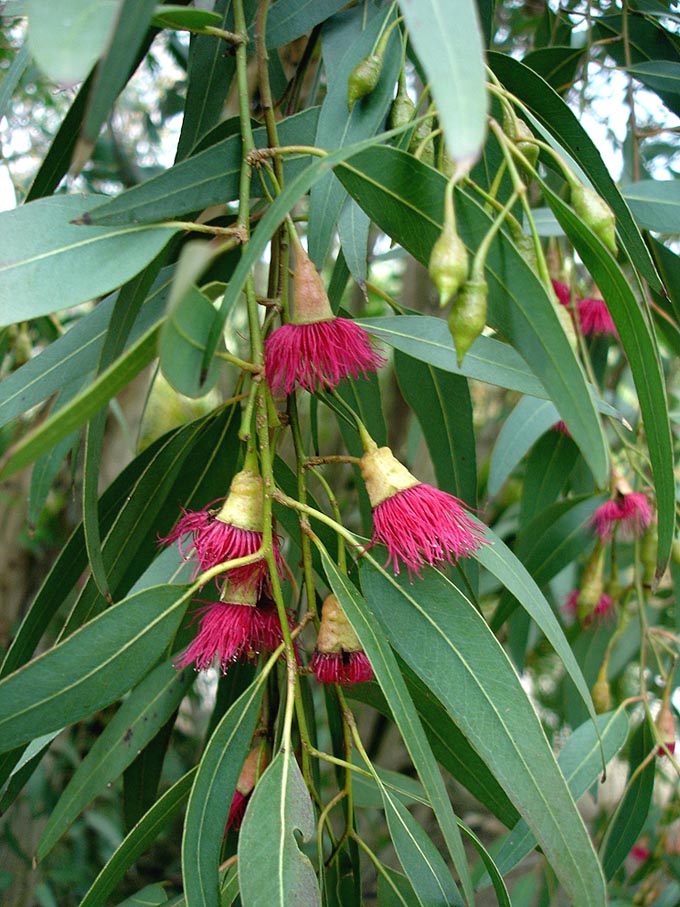
E. leucoxylon megalocarpa
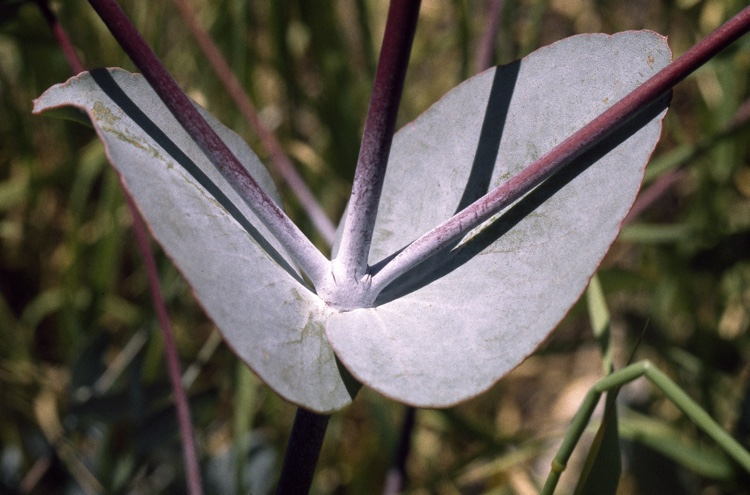
Folhas cerosas da subespécie pruinosa